# Cantemir Gafar
Cantemir Gafar (n. 17 decembrie 1948 - d. 2 aprilie 2019) a fost un deputat român în legislatura 1990-1992, ales în județul Tulcea pe listele partidului FSN. Cantemir Gafar a fost membru în grupurile parlamentare de prietenie cu Republica Venezuela, Republica Turcia, Canada, Regatul Thailanda și Regatul Spaniei.
1. ↑  A DECEDAT FOSTUL DEPUTAT ȘI DIRECTOR LA FERAL, CANTEMIR GAFAR